# Fincentrum
Swiss Life Select a.s.  je poradenská firma v oblasti financí. Nabízí poradenský servis v oblasti pojištění, úvěrů, investic, úspor a zabezpečení na stáří. Na českém trhu působí od roku 2000, kdy byla založena Martinem Nejedlým a Petrem Stuchlíkem. V roce 2018 se Fincentrum stalo součástí zahraniční skupiny Swiss Life.

## Historie firmy
Petr Stuchlík společně s Martinem Nejedlým založili 6. dubna 2000 společnost Fincentrum s. r. o. Dne 30. října téhož roku spustili finanční portál www.fincentrum.cz, který později sloužil jako rozcestí směrující na ekonomické zpravodajství www.idnes.cz a na oficiální webový server společnosti Fincentrum.[zdroj?] Sedmého listopadu 2002 společnost Fincentrum a. s. organizovala první ročník ocenění MasterCard Banka roku. Roku 2003 byl spuštěn nový projekt Fincentrum Hypoindex, tedy ukazatel úrokových sazeb hypotečních úvěrů. Prvního dubna 2003 Fincentrum zorganizovalo první ročník soutěže Credit Suisse Zaměstnavatel roku. Dne 27. října 2003 Fincentrum spolu se společností Santé zakládají akciovou společnost Benefity, která poskytuje zaměstnavatelům v Česku a na Slovensku služby v oblasti správy benefitů. Později, v roce 2008, byl však padesátiprocentní podíl Fincentra v tomto projektu odprodán. Ke konci prosince 2003 Fincentrum převedlo své internetové aktivity na společnost MAFRA a. s. a k internetovým aktivitám se vrátilo jako Fincentrum Media 13. června 2006, kdy spustilo portál www.investujeme.cz. Dne 30. listopadu 2006 Fincentrum zorganizovalo první ročník maďarské banky roku MasterCard - Az év bankja. Šestého prosince roku 2007 Fincentrum v Kyjevě vyhlašovalo MasterCard Bank roku/ Bank goda, tedy první ročník ukrajinské banky roku. V roce 2008 proběhlo spuštění dalších dvou internetových portálů – www.hypoindex.cz a www.investujeme.sk.
Prvním červencem 2009 byla rovněž navázána spolupráce se společností Sodexo v oblasti zaměstnaneckých výhod. Třetího srpna 2009 bylo Fincentrum časopisem Profit označeno jako poradenská firma roku.[zdroj?] O rok později, 13. dubna 2010, oslavilo Fincentrum své desáté výročí, a to koncertem České filharmonie v pražském Rudolfinu. 18. srpna 2010 ve spolupráci s ČMFS a pojišťovnou Generali rovněž došlo ke spuštění fotbalového projektu TREFA na podporu neprofesionálních hráčů fotbalu v ČR.
Dne 8. února 2011 Fincentrum Media ve spolupráci s PwC ČR vyhlásilo první ročník analýzy investičního trhu Investice roku. O měsíc později, 21. března 2011 Fincentrum Media spustilo portál www.CeskeReformy.cz ve spolupráci s Fakultou financí a účetnictví Vysoké školy ekonomické v Praze. Spuštění portálu odstartoval předseda vlády Petr Nečas.[zdroj?] Dne 1. dubna 2011 byla založena divize Korporátních obchodů, která zastřešuje služby Fincentra právnickým osobám. V srpnu téhož roku došlo k vytvoření prvního dvousemestrálního kurzu pro finanční poradce v ČR, a to znovu ve spolupráci s Fakultou financí a účetnictví v Praze. V květnu roku 2012 bylo Fincentrum českým ekonomickým týdeníkem EURO vyhodnoceno jako nejlepší finančně-poradenská společnost pro penzijní reformu.[zdroj?]
Na začátku roku 2013 vstoupily kapitálově do Fincentra skupiny ARX Equity Partners a Capital Dynamics. Spoluinvestorem se stal i Lubomír Žalman. V září 2013 Fincentrum založilo dceřinou společnost Fincentrum Reality, která se zaměřuje na zprostředkování obchodů v oblasti nákupu a prodeje nemovitostí. Fincentrum spustilo 20. 4. 2015 klientskou aplikaci MůjŠanon. Devatenáctého října 2018 se Fincentrum stalo součástí skupiny Swiss Life. 
Swiss Life Select je zakládajícím členem Unie společností finančního zprostředkování a poradenství.

## Hospodářské výsledky
Základním kapitálem společnosti Swiss Life Select a.s. je částka 373 milionů korun.
Obrat společností skupiny Fincentrum v roce 2017 činil 1, 21 mld. Kč.
Tabulka auditovaných ročních obratů v milionech českých korun:[zdroj?]
| 2017 | 2016 | 2015 | 2014 | 2013 | 2012 | 2011 | 2010 | 2009 | 2008 | 2007 | 2006 |
| 1210 | 1100 | 1530 | 1390 | 1375 | 1241 | 1037 | 867  | 502  | 330  | 270  | 115  |